# Champaign

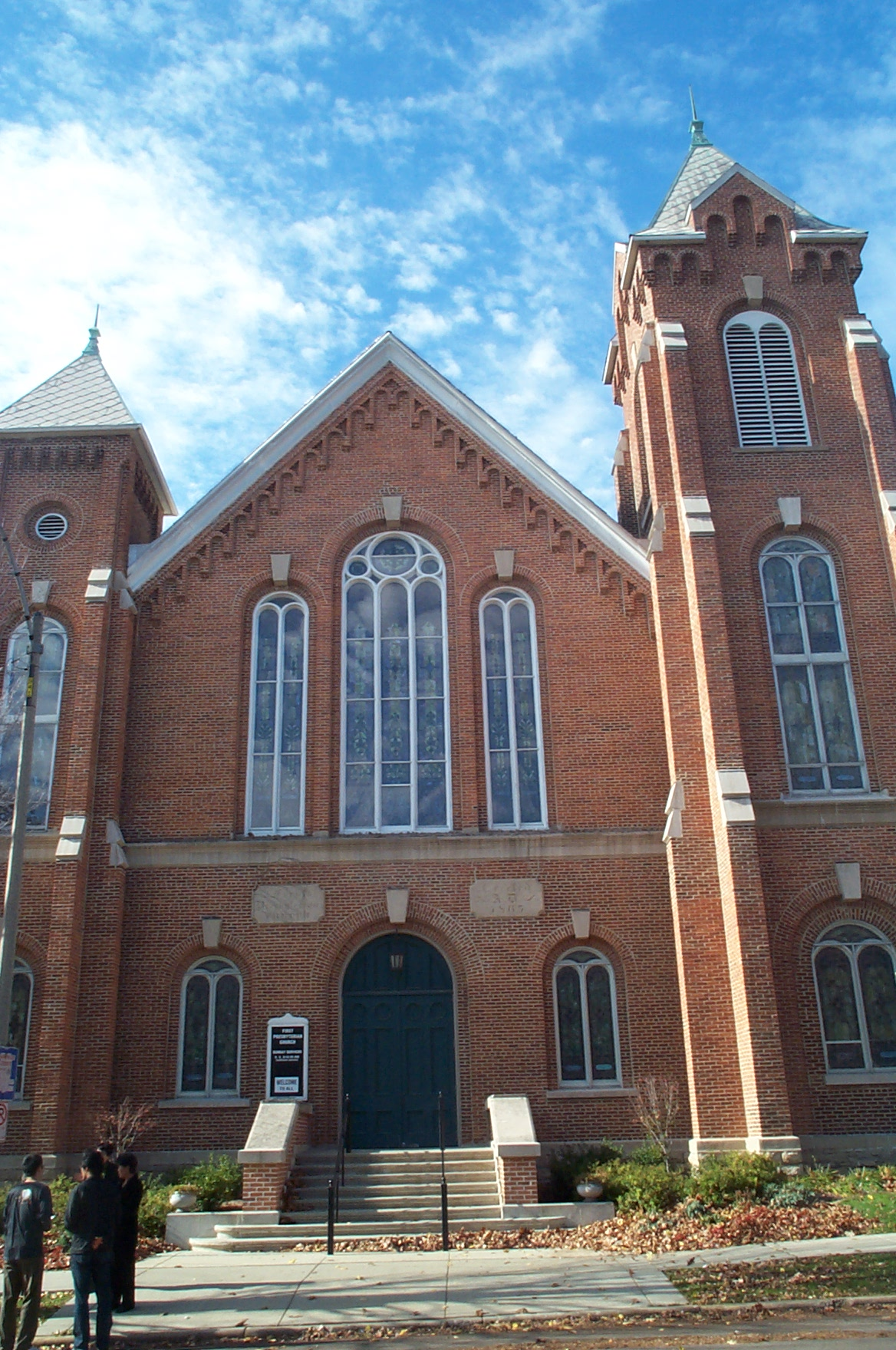
Kościół prezbiteriański w Champaign

Champaign − miasto w Stanach Zjednoczonych, w centralnej części stanu Illinois. Według spisu w 2020 roku liczy 88,3 tys. mieszkańców. Razem z miastem Urbana tworzą obszar metropolitalny, który obejmuje ponad 200 tys. mieszkańców. 
W Champaign znajduje się mniej więcej połowa infrastruktury Uniwersytetu Illinois w Urbanie i Champaign (pozostała część rozlokowana jest w sąsiedniej, dwukrotnie mniejszej, Urbanie).
W mieście rozwinął się przemysł spożywczy oraz maszynowy.